# دانبرووکا-ستانه
دانبرووکا-ستانه (به لهستانی:  Dąbrówka-Stany) یک روستا در لهستان است که در گمینا سکوژتس واقع شده‌است. دانبرووکا-ستانه ۷۱۰ نفر جمعیت دارد.